# بیگانه (فیلم ۱۹۴۶)
بیگانه (انگلیسی: The Stranger) فیلمی در ژانر جنایی به کارگردانی اورسن ولز است که در سال ۱۹۴۶ منتشر شد که در آن ادوارد جی. رابینسون، لرتا یانگ و اورسن ولز نقش آفرینی کرده‌اند. این اولین فیلم هالیوود است که صحنه‌های مستندی از هولوکاست را نشان می‌دهد.

## بازیگران
- لرتا یانگ
- ادوارد جی. رابینسون
- اورسن ولز
- ریچارد لونگ
- بایرون کیت
- مارتا ونتورت
- فیلیپ مریویل